# Глушки (Білоцерківський район)
Глушки́ — село в Білоцерківському районі Київської області. Входить до складу Білоцерківської міської громади.
Засноване в XVII столітті.
Населення — близько 500 жителів, станом на 2001 рік.
У селі народився Герой Радянського Союзу Василь Ковтун редактор дрогобицької газети "Радянське слово" Гурський Іван Григорович.

## Населення

### Мова
Розподіл населення за рідною мовою за даними перепису 2001 року:
| Мова       | Кількість | Відсоток |
| ---------- | --------- | -------- |
| українська | 499       | 99.4%    |
| російська  | 3         | 0.6%     |
| Усього     | 502       | 100%     |

## Міська рада
09135, Київська обл., Білоцерківский р-н, с. Глушки, вул. Центральна, 39

## Джерело
- Облікова картка на сайті ВРУ[недоступне посилання з липня 2019]

| Україна | Це незавершена стаття з географії України. Ви можете допомогти проєкту, виправивши або дописавши її. |

1. ↑  Рідні мови в об'єднаних територіальних громадах України — Український центр суспільних даних